# The Crystalairs

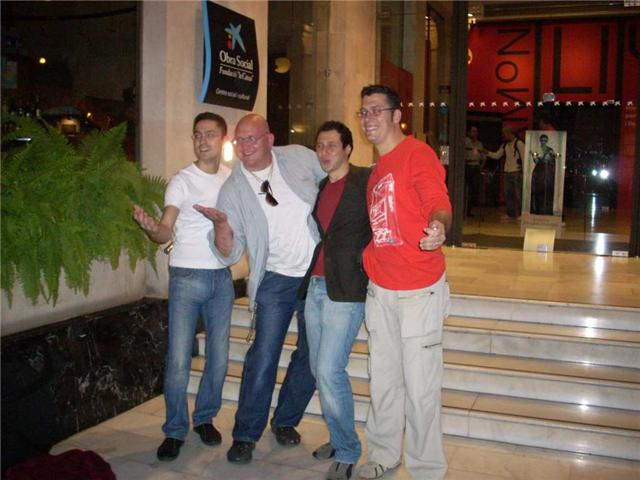
Ralf Zur junto a The Earth Angels.

The Crystalairs son un grupo alemán de doo wop formado en la ciudad de Bielefeld. La banda alcanzó la fama cuando en 1989 grabó sus primeras canciones en un estudio de Nueva York. La formación fue fundada por Ralf zur Linde y Claus-Peter Niem cuando en 1988 finalizaron sus estudios en el instituto. Con un amplio rango de voces, interpretan clásicos de la música de armonía vocal estadounidense de los años 50, pero al mismo tiempo, componen la mayoría de los temas que publican.
Después de más de 20 años en el mundo del doo wop, cuentan con una amplia comunidad  de fanes, y su estilo, se ha convertido en una marca registrada llamada «Música de Bielefeld».
Desde su primer trabajo de estudio en 1989 con el álbum Telephone hasta el publicado en 2009 The whole wide world, cuentan en total con una discografía de 30 álbumes en el mercado.

## Historia
Tanto Claus como Ralf participaban en bandas del instituto cantando y tocando instrumentos, hasta que en una fiesta conocieron a un grupo de a capela del vecindario llamado The Vermonts, que estaban en proceso de separación. Dos de sus miembros convencieron a Ralf y Claus en formar un nuevo grupo al cual llamaron The Del Romans.
Con esta nueva formación y nombre, actuaron algunos meses en establecimientos locales y Olaf, por razones personales abandonó el grupo y quedaron como cuarteto. En esa época habían coleccionado muchos discos de doo wop estadounidenses así como música considerada para chicas, y deseaban grabar su propio disco. En un pequeño estudio de grabación interpretaron algunas demos de versiones originales y así fue como llegaron a ser conocidos por la discográfica Crystal Ball, la cual lanzaba muchas de sus versiones, hecho que les animó a decidir cambiarse el nombre por The Crystalairs.

## Discografía
- Telephone, Picture of an angel, Mr. Moon, Man from the moon, 1989 (Article-Nr. Magic Carpet EP-512)
- First time of romance, For lovers only, 1990 (Article-Nr. Crystal Ball 45-156)
- The Crystalairs sing, 1991 (Article-Nr. Crystal Ball LP-137)
- School is over, Back to school, 1991 (Article-Nr. Crystal Ball 45-158)
- Mona, Ding Dong Teenage Bells, 1991 (Article-Nr. Crystal Ball 45-159)
- Pinocchio, The very first tear, 1992 (Article-Nr. Juke Box Revue 45-101)
- Just for tonight, Solitaire, 1992 (Article-Nr. Little Maria 45-001)
- And then they sang again, 1992 (Article-Nr. Little Maria CD-1002)
- Single - Elevator of love, Tokyo girl, 1995 (Article-Nr. Crystal Ball 45-163)
- Strange world, 1996 (Article-Nr. Crystal Ball CD-1003)
- The early years, 1997 (Article-Nr. Crystal Ball CD-1006)
- Little Miss Pinocchio, Cinderella Baby, 1998 (Article-Nr. Sweet Beat 45-101)
- Straight into the jungle, 2000 (Article- Nr. Magic Carpet / Crystal Ball CD-1018)
- Singing in a winter wonderland, 2000 (Article-Nr. Santa CD-2000)
- Love you too much, Winter in Kanada, 2001 (Article-Nr. Part Records 45)
- Starcatcher, 2004 (Article-Nr. Sweet Beat CD 004
- The early years - Vol. 2, 2007 (Article-Nr. Crystal Ball CD-1088)
- Die Ganze Welt, 2008 (Article-Nr. Bear Family Records BCD 16927)
- Doo Wop in Germany Vol. 1, 1993 (Article-Nr. Little Maria CD-1001)
- Doo Wop in Germany Vol. 2, 1994 (Article-Nr. Little Maria CD-1003)
- A white Christmas, 1995, (Article-Nr. Crystal Ball CD-1005)
- The rarest of the rare, 1998 (Article-Nr. Crystal Ball CD-1009)
- Doo Wop Halloween, 1999 (Article-Nr. Wanda CD-1001)
- Crystal Ball 20th Anniversairy Vol. 1, 1999 (Article-Nr. Crystal Ball CD-1013)
- Crystal Ball 20th Anniversairy Vol. 2, 1999 (Article-Nr. Crystal Ball CD-1014
- Crystal Ball 20th Anniversairy Vol. 3, 1999 (Article-Nr. Crystal Ball CD-1015)
- Hot `n´ Hip Harmony Volume 1, 2001 (Article-Nr. Sweet Beat CD 0019
- Hot `n´ Hip Harmony Volume 2, 2002 (Article-Nr. Sweet Beat CD 003)
- Naughty and Nice, 2003 (Article-Nr. Santa CD-2003)
- He sees you when you’re sleeping, 2005 (Article-Nr. Santa CD-2005)
- This the season to be freezin’, 2006 (Article-Nr. Santa CD-2006)
- R’n’R Weekender Soundtrack 2008, 2008 (Article-Nr. Part Records LC 05767)